# Saison 1974-1975 du MC Alger
 (septembre 2022).
Si vous disposez d'ouvrages ou d'articles de référence ou si vous connaissez des sites web de qualité traitant du thème abordé ici, merci de compléter l'article en donnant les références utiles à sa vérifiabilité et en les liant à la section « Notes et références ».
 (septembre 2022).
- Si vous ne connaissez pas le sujet, laissez ce bandeau (vous pouvez alors contacter les auteurs).
- Si vous supprimez le contenu mis en cause (vous pouvez préalablement contacter les auteurs),

argumentez précisément cette suppression dans la page de discussion
(un manque de référence n'est pas un argument ; une recherche réelle de référence doit avoir été effectuée, être formellement documentée).
Cet article traite la saison 1974-1975 du Mouloudia d'Alger. Les matchs se déroulent essentiellement en Championnat d'Algérie de football 1974-1975, mais aussi en Coupe d'Algérie de football 1974-1975.

## Second titre de champion d'Algérie
Plus que jamais, le Mouloudia d'Alger était décider à rehausser son standing et repartir à la recherche d'autres titres conformes à ses ambitions bien établies. À l'entame de la saison 1974/1975 toute la famille Mouloudéenne porta une attention particulière à son équipe favorite dont le nouvel label présente des références de haute qualité. Champion maghrébin en titre, il fallait continuer sur la lancée et le MCA était résolu à aller encore de l'avant pour atteindre les cimes auxquelles il est prédestiné. Tout le monde s'accordait à dire que ce Mouloudia avait l'étoffe d'un champion et que vu son standing et sa renommée devait avoir de grandes ambitions afin de s'imposer sur le plan national mais aussi continental.
1975 était aussi l'année de l'organisation des jeux méditerranéen d'Alger. Le MCA prenant goût aux sacres et en grand conquérant, enleva le titre de champion d'Algérie difficilement vu la concurrence du RC Kouba jusqu'à l'ultime journée. Le MCA a devancé son voisin koubéen d'un point, en ne concédant que quatre défaites pour 16 victoires et 10 matchs nuls. C'est Zouba Hamid qui avait pris les rênes du club, Khabatou lui passa DTS

## Championnat

### Résultats
| Division 1 Journée 1 | MC Alger | 2-1 | USM Blida | Stade du 5 juillet 1962 |
|                      |          |     |           | Arbitrage : Benyelles   |

| Division 1 Journée 2 | RC Kouba | 0-0 | MC Alger | Stade du 5 juillet 1962 |
|                      |          |     |          | Arbitrage : Chihani     |

| Division 1 Journée 3 | MC Alger | 5-1 | USM Bel-Abbès | Stade du 5 juillet 1962 |
|                      |          |     |               | Arbitrage : Ait Ali     |

| Division 1 Journée 4 | WA Boufarik | 0-0 | MC Alger | Stade Mohamed Reggaz |
|                      |             |     |          | Arbitrage : Bensaidi |

| Division 1 Journée 5 | MC Alger | 3-1 | HAMR Annaba | Stade du 5 juillet 1962 |
|                      |          |     |             | Arbitrage : Mokhfi      |

| Division 1 Journée 6 | MC Alger | 2-1 | ES Setif | Stade du 5 juillet 1962 |
|                      |          |     |          | Arbitrage : Bounaga     |

| Division 1 Journée 7 | USM Setif | 1-1 | MC Alger | Stade du 8 mai 1945    |
|                      |           |     |          | Arbitrage : Toto Hasni |

| Division 1 Journée 8 | USM Khenchela | 0-1 | MC Alger | Stade Hammam Amar   |
|                      |               |     |          | Arbitrage : Bounaga |

| Division 1 Journée 9 | MC Alger | 0-1 | CR Belcourt | Stade du 5 juillet 1962        |
|                      |          |     |             | Arbitrage : Abdelkader Aouissi |

| Division 1 Journée 10 | MC Oran | 2-1 | MC Alger | Stade du 19 juin      |
|                       |         |     |          | Arbitrage : Khellassi |

| Division 1 Journée 11 | MC Alger | 1-0 | JS Kabylie | Stade du 5 juillet 1962 |
|                       |          |     |            | Arbitrage : Kaid        |

| Division 1 Journée 12 | MC Saïda | 0-2 | MC Alger | Stade des Frères Braci |
|                       |          |     |          | Arbitrage : Mohandi    |

| Division 1 Journée 13 | MC Alger | 1-1 | NA Hussein Dey | Stade du 5 juillet 1962 |
|                       |          |     |                | Arbitrage : Lahmar      |

| Division 1 Journée 14 | MO Constantine | 1-0 | MC Alger | Stade Benabdelmalek |
|                       |                |     |          | Arbitrage : Bounaga |

| Division 1 Journée 15 | MC Alger | 3-0 | USM Alger | Stade du 5 juillet 1962 |
|                       |          |     |           | Arbitrage : Kaid        |

| Division 1 Journée 16 | USM Blida | 0-1 | MC Alger | Stade Zouraghi Zoubir |
|                       |           |     |          | Arbitrage : Chihani   |

| Division 1 Journée 17 | MC Alger | 0-0 | RC Kouba | Stade du 5 juillet 1962 |
|                       |          |     |          | Arbitrage : Khellassi   |

| Division 1 Journée 18 | USM Bel-Abbès | 0-0 | MC Alger | Stade des trois frères Amarouche |
|                       |               |     |          | Arbitrage : Mohandi              |

| Division 1 Journée 19 | MC Alger | 0-0 | WA Boufarik | Stade du 5 juillet 1962 |  |
|                       |          |     |             |                         |  |

| Division 1 Journée 20 | HAMR Annaba | 1-1 | MC Alger | Stade Chabou     |
|                       |             |     |          | Arbitrage : Kaid |

| Division 1 Journée 21 | ES Setif | 1-0 | MC Alger | Stade du 8 mai 1945 |
|                       |          |     |          | Arbitrage : Meddour |

| Division 1 Journée 22 | MC Alger | 4-1 | USM Setif | Stade du 5 juillet 1962 |
|                       |          |     |           | Arbitrage : Benchedad   |

| Division 1 Journée 23 | MC Alger | 3-0 | USM Khenchela | Stade du 5 juillet 1962 |
|                       |          |     |               | Arbitrage : Medour      |

| Division 1 Journée 24 | CR Belcourt | 1-1 | MC Alger | Stade du 5 juillet 1962 |
|                       |             |     |          | Arbitrage : Bounaga     |

| Division 1 Journée 25 | MC Alger | 3-2 | MC Oran | Stade du 5 juillet 1962 |
|                       |          |     |         | Arbitrage : Mohandi     |

| Division 1 Journée 26 | JS Kabylie | 1-2 | MC Alger | Stade Oukil Ramdane |
|                       |            |     |          | Arbitrage : Kaid    |

| Division 1 Journée 27 | MC Alger | 6-2 | MC Saïda | Stade du 5 juillet 1962 |
|                       |          |     |          | Arbitrage : Lahmar      |

| Division 1 Journée 28 | NA Hussein Dey | 0-1 | MC Alger | Stade du 5 juillet 1962 |
|                       |                |     |          | Arbitrage : Khellassi   |

| Division 1 Journée 29 | MC Alger | 4-2 | MO Constantine | Stade du 5 juillet 1962 |
|                       |          |     |                | Arbitrage : Kaid        |

| Division 1 Journée 30 | USM Alger | 1-1 | MC Alger | Stade du 5 juillet 1962 |
|                       |           |     |          | Arbitrage : Chihani     |

### Classement
Le classement final de la saison 1974-1975 du Championnat National de 1ère Division voit le MC Alger vainqueur.
| Place | Club                         | Points | Joué | Victoire | Nul | Défaite | Buts pour | Buts contre | D i f f |
| ----- | ---------------------------- | ------ | ---- | -------- | --- | ------- | --------- | ----------- | ------- |
| 1er   | MC Alger                     | 72     | 30   | 16       | 10  | 4       | 49        | 22          | +27     |
| 2e    | RC Kouba                     | 71     | 30   | 15       | 11  | 4       | 51        | 23          | +28     |
| 3e    | MC Oran                      | 67     | 30   | 14       | 9   | 7       | 53        | 42          | +11     |
| 4e    | NA Hussein Dey               | 63     | 30   | 12       | 10  | 8       | 42        | 29          | +13     |
| 5e    | USM Alger                    | 63     | 30   | 13       | 7   | 10      | 48        | 36          | +12     |
| 6e    | CR Belcourt                  | 63     | 30   | 9        | 15  | 6       | 41        | 27          | +14     |
| 7e    | Jeunesse sportive de Kabylie | 62     | 30   | 11       | 10  | 9       | 39        | 27          | +12     |
| 8e    | EP Sétif                     | 59     | 30   | 8        | 13  | 9       | 29        | 24          | +5      |
| 9e    | MO Constantine               | 58     | 30   | 11       | 6   | 13      | 38        | 36          | +2      |
| 10e   | HAMR Annaba                  | 58     | 30   | 8        | 13  | 9       | 39        | 40          | -1      |
| 11e   | USM Khenchla                 | 57     | 30   | 11       | 5   | 14      | 24        | 40          | -16     |
| 12e   | USM Bel-Abbès                | 57     | 30   | 8        | 11  | 11      | 29        | 54          | -25     |
| 13e   | WA Boufarik                  | 57     | 30   | 8        | 11  | 11      | 27        | 37          | -10     |
| 14e   | MC Saïda                     | 55     | 30   | 8        | 8   | 14      | 32        | 44          | -12     |
| 15e   | USM Sétif                    | 49     | 30   | 6        | 8   | 16      | 37        | 63          | -26     |
| 16e   | USM Blida                    | 48     | 30   | 7        | 4   | 19      | 20        | 53          | -33     |

## Coupe d'Algérie
| Coupe d'Algérie 1/32e de finale | MC Alger | 4-2 | ESMC |                     |
|                                 |          |     |      | Arbitrage : Ait Ali |

| Coupe d'Algérie 1/16e de finale | MC Alger | 1-0 | USM Alger | Stade du 5 juillet 1962 |
|                                 |          |     |           | Arbitrage : Benghezal   |

| Coupe d'Algérie 1/8e de finale | MC Alger | 3-2 | CA Batna | Stade de 17 juin (Constantine) |
|                                |          |     |          | Arbitrage : Bounaga            |

| Coupe d'Algérie 1/4 de finale | MC Oran | 1-0 | MC Alger | Stade du 19 juin (Oran) |
|                               |         |     |          | Arbitrage : Chihane     |